# Cimurro
Il cimurro (morva canina) è una malattia infettiva contagiosa causata da Morbillivirus (Paramyxoviridae), spesso letale, che colpisce i giovani cani e canidi (volpe, lupo, coyote, ecc.), il furetto e alcuni felidi (ma non il gatto domestico).
È caratterizzata da turbe del sistema nervoso convulsivanti e paralizzanti, oltre al catarro nasale. Il virus provoca inoltre immunodepressione (mediante l'inibizione dei linfociti B e T). 
Il virus è correlato con il virus del morbillo umano e con quello della peste bovina.

## Descrizione
La fonte principale di infezione è la via aerogena attraverso lo scolo oculo-nasale e fondamentale appare il contatto diretto tra soggetto ammalato e sano. Gli animali possono ricevere il virus da particelle di saliva, ma anche da urina e feci di animali infetti.
I principali sintomi sono inizialmente generici: malessere, anoressia, febbre (in genere con due picchi a dieci-quindici giorni di distanza l'uno dall'altro).
Il cimurro può colpire tanto i soggetti molto giovani quanto quelli avanti con l'età. I soggetti a rischio più elevato sono i giovani di poche settimane che manifestano prontamente un'elevata ipertermia, disidratazione, inappetenza, ottundimento e diarrea emorragica. Nei soggetti di almeno due-tre mesi di età si instaura una caratteristica ipertermia ad andamento bifasico che vede un periodo ipertermico di 2-3 giorni, seguito da remissione e da un secondo periodo ipertermico che dura per tutta la malattia.